# Szczepan Biliński
Szczepan Biliński (ur. 14 grudnia 1949 w Krakowie) – polski zoolog, profesor nauk przyrodniczych, w latach 1999–2005 dziekan Wydziału Biologii i Nauk o Ziemi Uniwersytetu Jagiellońskiego, w latach 2005–2012 prorektor UJ ds. badań i współpracy międzynarodowej, członek rzeczywisty Polskiej Akademii Nauk, członek i od 2015 sekretarz generalny Polskiej Akademii Umiejętności.

## Życiorys
W 1972 ukończył studia biologiczne na Uniwersytecie Jagiellońskim. W 1975 uzyskał stopień doktora nauk przyrodniczych, a w 1990 – tytuł profesora.
W latach 1987–1999 był dyrektorem Instytutu Zoologii, 1999–2005 dziekanem Wydziału Biologii i Nauk o Ziemi UJ a w latach 2005–2012 był prorektorem UJ ds. badań i współpracy międzynarodowej. W 2012 bez powodzenia kandydował na stanowisko rektora UJ.
Jest członkiem PAN (czł. korespondent od 2002, czł. rzeczywisty od 2016) i PAU (czł. korespondent od 1992, czł. czynny od 2008). 20 czerwca 2015 podczas Walnego Zgromadzenia Polskiej Akademii Umiejętności został wybrany na jej sekretarza generalnego, zastępując na tym stanowisku Jerzego Wyrozumskiego.
Wśród jego zainteresowań naukowych są m.in. biologia rozwoju i biologia komórki, funkcja połączeń międzykomórkowych, gromadzenie i lokalizacja rozmaitych typów RNA (rRNA, mRNA i snRNA) w cytoplazmie komórki jajowej, strukturalna rola RNA w organizacji cytoszkieletu i filogeneza bezkręgowców.
W 2005 został odznaczony Złotym Krzyżem Zasługi, a w 2013 Krzyżem Oficerskim Orderu Odrodzenia Polski. W 2014 otrzymał tytuł doktora honoris causa Uniwersytetu Przykarpackiego im. Wasyla Stefanyka w Iwano-Frankiwsku.
Jego żoną jest biolożka Barbara Bilińska.
Jego siostra Teresa (ur. 1950) jest żoną Marka Dominika Estreichera (ur. 1944), wnuka Tadeusza Estreichera (1871–1952).